# Bar-lès-Buzancy
Bar-lès-Buzancy är en kommun i departementet Ardennes i regionen Grand Est (tidigare regionen Champagne-Ardenne) i nordöstra Frankrike. Kommunen ligger  i kantonen Buzancy som ligger i arrondissementet Vouziers. År 2022 hade Bar-lès-Buzancy 120 invånare.

## Befolkningsutveckling
Antalet invånare i kommunen Bar-lès-Buzancy
Referens: INSEE